# Alvesta
Alvesta – miejscowość (tätort) w południowej Szwecji, w regionie administracyjnym (län) Kronoberg, w gminie Alvesta.
Według danych Szwedzkiego Urzędu Statystycznego liczba ludności wyniosła: 8627 (31 grudnia 2015), 9076 (31 grudnia 2018) i 9085 (31 grudnia 2019).